# Liste des œuvres de Claude Debussy

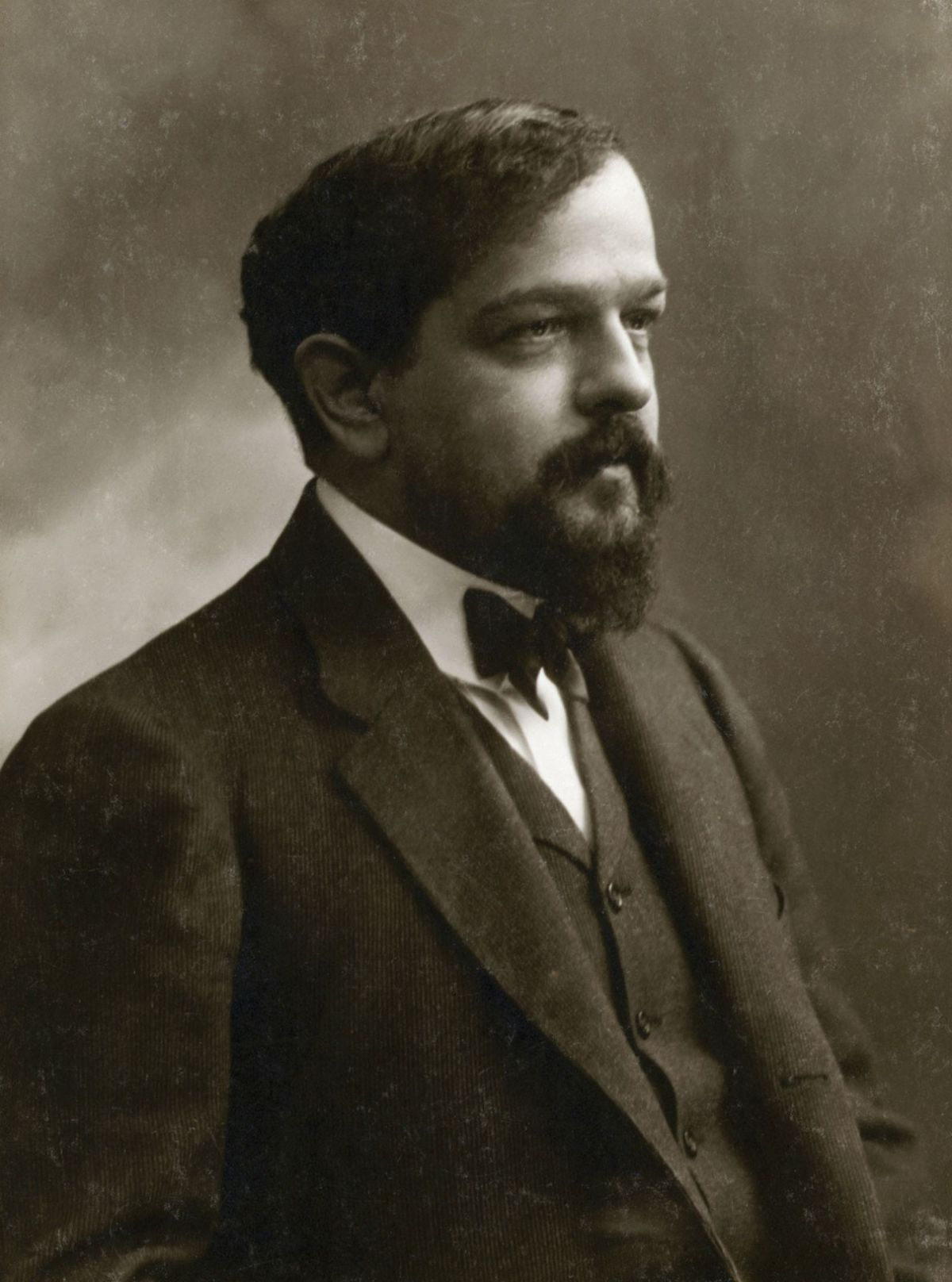
Claude Debussy photographié par Felix Nadar

Cette liste regroupe les œuvres de Claude Debussy d'après le catalogue établi par le musicologue François Lesure en 2001,. Manquent les œuvres mineures, scolaires ou inachevées. 
Les dates séparées par un tiret court indiquent des périodes de composition. Ex. La Mer  a été composée entre 1903 et 1905 ; les dates séparées par une barre de fraction indiquent la date de composition et la date de publication. Ex. La Suite bergamasque a été composée en 1890, mais publiée uniquement en 1905.
Dans la pratique, l'usage contemporain est d'indiquer le numéro du plus récent catalogue Lesure en premier et de placer entre parenthèses le numéro de l'ancien catalogue.

## Classement chronologique
| Légende             |
| Musique symphonique |
| Musique de chambre  |
| Musique pour piano  |
| Musique lyrique     |
| Mélodies            |
| Musique chorale     |

| no catalogue Lesure (2001) | no ancien catalogue Lesure (1977) | Titre                                       | Dates de composition                                | Notes |
| -------------------------- | --------------------------------- | ------------------------------------------- | --------------------------------------------------- | --- |
| L 1                        | L 2                               | Madrid                                      | fin 1879                                            | poème d'Alfred de Musset |
| L 2                        | L 4                               | Nuit d'étoiles                              | 1880                                                | poème de Théodore de Banville |
| L 3                        | L 8                               | Rêverie                                     | 1880                                                | poème de Théodore de Banville |
| L 4                        | L 9                               | Danse bohémienne                            | été 1880                                            | pour piano |
| L 5                        | L 3                               | Trio en sol                                 | Fiesole, septembre - octobre 1880                   | pour piano, violon et violoncelle |
| L 6                        | L 5                               | Caprice                                     | fin 1880                                            | poème de Théodore de Banville |
| L 7                        | L 16                              | Aimons-nous et dormons                      | fin 1880                                            | poème de Théodore de Banville |
| L 8                        | L 10                              | Symphonie en si mineur                      | décembre 1880 - janvier 1881                        | pour piano à 4 mains |
| L 9                        | —                                 | Les Baisers                                 | début 1881                                          | poème de Théodore de Banville |
| L 10                       | —                                 | Andante cantabile                           | début 1881                                          | pour piano à 4 mains |
| L 11                       | L 17                              | Rondel chinois                              | début 1881                                          | dédiée à Marie Vasnier |
| L 12                       | L 18                              | Tragédie                                    | début 1881                                          | poème de Léon Valade |
| L 13                       | L 19                              | Jane                                        | début 1881                                          | poème de Leconte de Lisle |
| L 14                       | L 20bis                           | Hélène                                      | début 1881                                          | scène lyrique, poème de Leconte de Lisle |
| L 15                       | L 33                              | La Fille aux cheveux de lin                 | début 1881                                          | poème de Leconte de Lisle |
| L 16                       | L 7                               | Fleur des blés                              | début 1881                                          | poème de André Girod |
| L 17                       | L 30                              | Rondeau                                     | été 1881                                            | poème d'Alfred de Musset |
| L 18                       | L 11                              | Souhait                                     | Florence, octobre - novembre 1881                   | poème de Théodore de Banville |
| L 19                       | L 12                              | Triolet à Philis                            | Rome, novembre 1881                                 | poème de Théodore de Banville. Aussi nommé Zéphyr |
| L 20                       | —                                 | Diane                                       | Rome, 27 novembre 1881                              | ouverture pour piano à 4 mains |
| L 21                       | —                                 | Les Papillons                               | fin 1881                                            | poème de Théophile Gautier |
| L 22                       | L 46                              | L'Archet                                    | fin 1881                                            | poème de Charles Cros |
| L 23                       | L 48                              | Les Baisers d'amour                         | fin 1881                                            | poème de Maurice Bouchor |
| L 24                       | L 47                              | Chanson triste                              | fin 1881                                            | poème de Maurice Bouchor |
| L 25                       | —                                 | Les Elfes                                   | fin 1881                                            | poème de Leconte de Lisle |
| L 26                       | L 21                              | Fantoches                                   | 8 janvier 1882                                      | 1re version, poème de Paul Verlaine |
| L 27                       | L 49                              | Églogue                                     | janvier 1882                                        | pour soprano, ténor et piano, poème de Leconte de Lisle |
| L 28                       | L 13                              | Les Roses                                   | début 1882                                          | poème de Théodore de Banville |
| L 29                       | L 34                              | Sérénade                                    | début 1882                                          | poème de Théodore de Banville |
| L 30                       | L 15                              | Pierrot                                     | début 1882                                          | pour voix et piano, poème de Théodore de Banville |
| L 31                       | L 23                              | Fête galante                                | début 1882                                          | poème de Théodore de Banville |
| L 32                       | L 35                              | Chanson des brises                          | début 1882                                          | pour soprano, 3 voix de femmes et piano à quatre mains, poème de Louis Bouilhet |
| L 33a                      | L 38                              | Le Triomphe de Bacchus                      | début 1882                                          | pour piano à 4 mains |
| L 33b                      | L 38                              | Le Triomphe de Bacchus                      | Gaillard, 1928                                      | pour orchestre (orchestration Marius-François Gaillard) |
| L 34                       | L 37                              | Il dort encore                              | début 1882                                          | poème de Théodore de Banville |
| L 35                       | L 20                              | Daniel                                      | début 1882                                          | cantate pour 3 solistes et orchestre, poème de Émile Cicile |
| L 36                       | L 22                              | Le Lilas                                    | 12 avril 1882                                       | poème de Théodore de Banville |
| L 37                       | L 24                              | Le Printemps                                | mai 1882                                            | chœur pour voix de femmes et orchestre, poème de Anatole de Ségur |
| L 38                       | L 25                              | Flots, palmes, sables                       | 2 juin 1882                                         | pour voix et piano (et harpe), poème de Armand Renaud |
| L 39                       | L 26                              | Nocturne et Scherzo                         | 14 juin 1882                                        | pour violoncelle et piano |
| L 40                       | L 27                              | Intermezzo                                  | 21 juin 1882                                        | pour piano à 4 mains |
| L 41                       | L 37                              | Ode bachique                                | été 1882                                            | pour soprano, ténor et piano, poème de Théodore de Banville. Aussi nommé Hymnis |
| L 42                       | L 28                              | En sourdine                                 | 16 septembre 1882                                   | 1re version, poème de Paul Verlaine |
| L 43                       | L 29                              | Mandoline                                   | Vienne (Autriche), 15 novembre 1882                 | poème de Paul Verlaine |
| L 44                       | L 14                              | Séguidille                                  | fin 1882                                            | poème de Théophile Gautier |
| L 45                       | L 32                              | Clair de lune                               | fin 1882                                            | 1re version, poème de Paul Verlaine |
| L 46                       | L 50                              | Suite no 1                                  | 24 janvier 1883                                     | pour orchestre |
| L 47                       | L 31                              | Pantomime                                   | début 1883                                          | poème de Paul Verlaine |
| L 48                       | L 51                              | Diane au bois                               | début 1883/1884 - Rome, 1885                        | comédie lyrique de Théodore de Banville |
| L 49                       | L 42                              | Chanson espagnole                           | début 1883                                          | poème d'Alfred de Musset |
| L 50                       | L 39                              | Coquetterie posthume                        | 31 mars 1883                                        | poème de Théophile Gautier |
| L 51                       | L 40                              | Invocation                                  | 5-11 mai 1883                                       | poème de Alphonse de Lamartine |
| L 52                       | L 41                              | Le Gladiateur                               | 19 mai - 13 juin 1883                               | cantate pour 3 solistes et orchestre, poème d'Émile Moreau |
| L 53                       | L 43                              | Romance                                     | septembre 1883                                      | poème de Paul Bourget. Aussi nommé Musique pour éventail |
| L 54                       | L 44                              | Musique                                     | septembre 1883                                      | poème de Paul Bourget. Aussi nommé Musique: La lune se levait, pure, mais plus glacée |
| L 55                       | L 45                              | Paysage sentimental                         | novembre 1883                                       | poème de Paul Bourget |
| L 56                       | L 52                              | Romance                                     | janvier 1884                                        | poème de Paul Bourget. Aussi nommé Romance: Voici que le printemps ce fil léger d'avril |
| L 57                       | L 53                              | Apparition                                  | Ville-d'Avray, 8 février 1884                       | poème de Stéphane Mallarmé |
| L 58                       | L 54                              | La Romance d'Ariel                          | février 1884                                        | poème de Paul Bourget |
| L 59                       | L 55                              | Regret                                      | février 1884                                        | poème de Paul Bourget |
| L 60                       | L 56                              | Le Printemps                                | 10-16 mai 1884                                      | chœur à 4 voix et orchestre |
| L 61                       | L 57                              | L'Enfant prodigue                           | 24 mai 1884 - révision 1907/1908                    | scène lyrique d'Édouard Guinand |
| L 62                       | L 36                              | Divertissement                              | été 1884                                            | pour piano à 4 mains |
| L 63a                      | L 60                              | Ariettes oubliées                           | janvier 1885 - mars 1887, révision 1903             | 1/ C'est l'extase langoureuse ; 2/ Il pleure dans mon cœur ; 3/ L'Ombre des arbres ; 4/ Chevaux de bois ; 5/ Green ; 6/ Spleen |
| L 63b                      | L 60                              | Ariettes oubliées                           | 8 décembre 1912                                     | pour orchestre (orch. André Caplet) 1/ C'est l'extase langoureuse ; 5/ Green |
| L 64                       | L 59                              | Zuleima                                     | Rome, 1885                                          | ode symphonique, poème de Georges Boyer d'après Almansor de Henri Heine |
| L 65                       | L 79                              | Romance                                     | 1885                                                | poème de Paul Bourget. Aussi nommé L'âme évaporée et la souffrance |
| L 66                       | L 79                              | Les Cloches                                 | 1885                                                | poème de Paul Bourget |
| L 67                       | L 58                              | Barcarolle                                  | vers 1885                                           | poème d'Édouard Guinand |
| L 68a                      | L 61                              | Printemps                                   | Rome, février 1887 - 1904                           | pour chœur et 2 pianos |
| L 68b                      | L 61                              | Printemps                                   | - 1913                                              | pour chœur et orchestre (orch. Debussy/Henri Büsser) |
| L 69a                      | L 62                              | La Damoiselle élue                          | 1887/1888 - 1892                                    | d'après Dante Gabriel Rossetti |
| L 69b                      | L 62                              | La Damoiselle élue                          | 1887/1888C créé le 8 avril 1893 réorchestré en 1902 | d'après Dante Gabriel Rossetti |
| L 70                       | L 64                              | Cinq poèmes de Baudelaire                   | décembre 1887/1889                                  | poèmes de Charles Baudelaire 1/ Le Balcon (janvier 1888) ; 2/ Harmonie du soir (janvier 1889) ; 3/ Le Jet d'eau (mars 1889) ; 4/ Recueillement (1889) ; 5/ La Mort des amants (décembre 1887) |
| L 71a                      | L 65                              | Petite Suite                                | 1888/1889                                           | pour piano à 4 mains |
| L 71b                      | L 65                              | Petite Suite                                | Büsser - 3 novembre 1907                            | pour orchestre |
| L 72                       | L 73                              | Fantaisie pour piano et orchestre           | octobre 1889 - avril 1890                           | en trois mouvements |
| L 73                       | L 63                              | Axel                                        | vers 1890                                           | drame en quatre parties d'Auguste de Villiers de L'Isle-Adam |
| L 74                       | L 66                              | Deux arabesques                             | 1890/1891                                           | pour piano |
| L 75                       | L 67                              | Mazurka                                     | 1890/1891                                           | pour piano |
| L 76                       | L 68                              | Rêverie                                     | 1890                                                | pour piano |
| L 77a                      | L 69                              | Tarentelle styrienne                        | 1890                                                | danse pour piano |
| L 77b                      | L 69                              | Tarentelle styrienne                        | 1922                                                | pour orchestre (orch. Maurice Ravel) |
| L 78                       | L 70                              | Ballade (slave)                             | 1890                                                | pour piano |
| L 79                       | L 71                              | Valse romantique                            | 1890                                                | pour piano |
| L 80                       | L 72                              | Rodrigue et Chimène                         | 1890/1892                                           | opéra en trois actes, livret de Catulle Mendès |
| L 81                       | L 74                              | La Belle au bois dormant                    | juillet 1890                                        | poème de Vincent Hyspa |
| L 82a                      | L 75                              | Suite bergamasque                           | 1890/1905                                           | pour piano: 1/ Prélude ; 2/ Menuet ; 3/ Clair de lune ; 4/ Passepied |
| L 82b                      | L 75                              | Suite bergamasque : Clair de lune           | 1922                                                | pour orchestre (orch. André Caplet) |
| L 83a                      | L 77                              | Marche écossaise sur un thème populaire     | 1890                                                | pour piano à 4 mains |
| L 83b                      | L 77                              | Marche écossaise sur un thème populaire     | 1893/1908                                           | pour orchestre (orch. Debussy) |
| L 84                       | L 6                               | Beau soir                                   | 1890 ou 1891                                        | poème de Paul Bourget |
| L 85                       | L 81                              | Trois Mélodies                              | 1891                                                | pour voix et piano, poèmes de Paul Verlaine - 1/ La mer est plus belle ; 2/ Le Son du cor ; 3/ L'Échelonnement des haies |
| L 86                       | L 80                              | Fêtes galantes, 1re série                   | 1891/1892                                           | poèmes de Paul Verlaine - 1/ En sourdine - 2e version ; 2/ Fantoches – 2e version ; 3/ Clair de lune - 2e version |
| L 87                       | L 86                              | Prélude à l'après-midi d'un faune           | 1891/septembre 1894                                 | pour orchestre, d'après Stéphane Mallarmé |
| L 88                       | L 76                              | Les Angélus                                 | février 1892                                        | poème de Grégoire Le Roy |
| L 89                       | L 82                              | Nocturne                                    | 1892                                                | pour piano |
| L 90                       | L 84                              | Proses lyriques                             | 1892-juillet 1893                                   | poèmes de Claude Debussy 1/ De rêve ; 2/ De grêve ; 3/ De fleurs ; 4/ De soir |
| L 91                       | L 85                              | Quatuor à cordes                            | 1892-1893                                           | - 1/ Animé et très décidé ; 2/ Assez vif et bien rythmé ; 3/ Andantino, doucement expressif ; 4/ Très modéré |
| L 92                       | L 83                              | Trois scènes au crépuscule                  | 1892-1893                                           | |
| L 93                       | L 88                              | Pelléas et Mélisande                        | 1893 Créé le 28 avril 1902                          | drame lyrique en cinq actes de Maurice Maeterlinck |
| L 94                       | L 87                              | Images oubliées                             | hiver 1894                                          | pour piano 1/ Lent ; 2/ Sarabande ; 3/ Quelques aspects de Nous n'irons plus au bois |
| L 95a                      | L 95                              | Pour le piano                               | 1894-1901                                           | pour piano 1/ Prélude ; 2/ Sarabande ; 3/ Toccata |
| L 95b                      | L 95                              | Pour le piano                               | 1922                                                | pour orchestre (orch. Maurice Ravel) |
| L 96                       | L 89                              | La Saulaie                                  | 1896-1901                                           | pour orchestre et baryton, poème de Rossetti traduit par Pierre Louÿs |
| L 97                       | L 90                              | Chansons de Bilitis                         | juin 1897 - août 1898                               | poèmes de Pierre Louÿs 1/ La Flûte de Pan ; 2/ La Chevelure ; 3/ Le tombeau des naïades |
| L 98                       | L 91                              | Nocturnes                                   | décembre 1897 - décembre 1899                       | triptyque symphonique pour chœur et orchestre 1/ Nuages ; 2/ Fêtes ; 3/ Sirènes |
| L 99                       | L 92                              | Trois Chansons de Charles d'Orléans         | avril 1898 - 1908                                   | pour chœur à 4 voix mixtes - 1/ Dieu ! qu'il l'a fait bon regarder ; 2/ Quand j'ay ouy le tabourin sonner ; 3/ Yver, vous n'estes qu'un vilain |
| L 100                      | L 93                              | Berceuse                                    | avril 1898 - 1899                                   | musique de scène pour La Tragédie de la mort, pièce en un acte de René Peter |
| L 101                      | L 94                              | Nuits blanches                              | mai/septembre 1898                                  | poèmes de Claude Debussy 1/ Nuit sans fin ; 2/ Lorsqu'elle est entrée |
| L 102                      | L 96                              | Les Chansons de Bilitis                     | 1900-1901                                           | Musique de scène, poèmes de Pierre Louÿs 1/ Chant pastoral ; 2/ Les Comparaisons ; 3/ Les Contes ; 4/ Chanson ; 5/ La Partie d'osselets ; 6/ Bilitis ; 7/ Le Tombeau sans nom ; 8/ Les Courtisanes égyptiennes ; 9/ L'Eau pure du bassin ; 10/ La Danseuse aux crotales ; 11/ Le Souvenir de Mnasidica ; 12/ La Pluie du matin                                |
| L 103                      | L 97                              | Lindaraja                                   | avril 1901                                          | pour 2 pianos à 4 mains |
| L 104a                     | L 98                              | Rapsodie pour saxophone                     | 1901-1911                                           | pour saxophone et piano |
| L 104b                     | L 98                              | Rapsodie pour saxophone                     | 1911-8 septembre 1919                               | pour saxophone et orchestre (Debussy/Roger-Ducasse) |
| L 105                      | L 110                             | Images, 1re série                           | 1901-1905                                           | pour piano 1/ Reflets dans l'eau ; 2/ Hommage à Rameau ; 3/ Mouvement |
| L 106                      | L 101                             | Le Diable dans le beffroi                   | 1902-1911                                           | conte musical d'après Edgar Allan Poe |
| L 107                      | L 78                              | Dans le jardin                              | mai 1903                                            | poème de Paul Gravollet |
| L 108a                     | L 100                             | Estampes                                    | juillet 1903                                        | pour piano 1/ Pagodes ; 2/ La Soirée dans Grenade ; 3/ Jardins sous la pluie |
| L 108b                     | L 100                             | Estampes                                    | 31 mai 1924                                         | pour orchestre (orch. André Caplet) 1/ Pagodes |
| L 109                      | L 106                             | L'Isle joyeuse                              | 1903 - août 1904                                    | pour piano |
| L 110                      | L 105                             | Masques                                     | 1903-juillet 1904                                   | pour piano |
| L 111                      | L 109                             | La Mer                                      | août 1903 - 5 mars 1905                             | trois esquisses symphoniques pour orchestre 1/ De l'aube à midi sur la mer ; 2/ Jeux de vagues ; 3/ Dialogue du vent et de la mer |
| L 112                      | L 99                              | D'un cahier d'esquisses                     | janvier 1904                                        | pour piano |
| L 113                      | L 103                             | Deux danses                                 | avril/mai 1904                                      | pour harpe et cordes 1/ Danse sacrée ; 2/ Danse profane |
| L 114                      | L 104                             | Fêtes galantes, 2e série                    | 1904                                                | poèmes de Paul Verlaine 1/ Les ingénus ; 2/ Le Faune ; 3/ Colloque sentimental |
| L 115                      | L 102                             | Trois Chansons de France                    | 1904                                                | pour voix et piano 1/ Rondel - Le temps a laissié son manteau (Charles d'Orléans) ; 2/ La Grotte - Auprès de cette grotte sombre (Tristan L'Hermite) ; 3/ Rondel - Pour ce que Plaisance est morte (Charles d'Orléans) |
| L 116                      | L 107                             | Le Roi Lear                                 | 1904                                                | d'après William Shakespeare 1/ Fanfare ; 2/ Le Sommeil de Lear |
| L 117                      | L 108                             | Pièce pour piano                            | fin 1904                                            | pour piano. Aussi nommé Morceau de concours pour piano |
| L 118                      | L 122                             | Images                                      | 1905-1912                                           | pour orchestre - 1/ Gigues (1912) ; 2/ Ibéria (1905/1908) ; 3/ Rondes de Printemps (1905/1909) |
| L 119a                     | L 113                             | Children's Corner                           | 1906/juillet 1908                                   | pour piano - 1/ Doctor Gradus ad Parnassum ; 2/ Jimbo's Lullaby ; 3/ Serenade of the Doll ; 4/ The Snow Is Dancing ; 5/ The Little Shepherd ; 6/ Golliwog's Cake Walk |
| L 119b                     | L 113                             | Children's Corner                           | 1910                                                | pour orchestre (orch. André Caplet) |
| L 120                      | L 111                             | Images, 2e série                            | octobre 1907                                        | pour piano - 1/ Cloches à travers les feuilles ; 2/ Et la lune descend sur le temple qui fut ; 3/ Poissons d'or |
| L 121                      | L 112                             | La Chute de la maison Usher                 | 1908-1917                                           | d'après Edgar Allan Poe |
| L 122                      | L 114                             | The Little Nigar                            | 1909                                                | pour piano |
| L 123                      | L 115                             | Hommage à Haydn                             | mai 1909                                            | pour piano (composé pour la publication collective Hommage à Joseph Haydn) |
| L 124a                     | L 116                             | Rapsodie pour clarinette en si bémol        | décembre 1909 - janvier 1910                        | pour piano |
| L 124b                     | L 116                             | Rapsodie pour clarinette en si bémol        | décembre 1909 - janvier 1910                        | pour orchestre |
| L 125                      | L 117                             | Préludes, 1er livre                         | décembre 1909 - février 1910                        | pour piano 1/ Danseuses de Delphes ; 2/ Voiles ; 3/ Le vent dans la plaine ; 4/ «Les sons et les parfums tournent dans l'air du soir» ; 5/ Les collines d'Anacapri 6/ Des pas sur la neige ; 7/ Ce qu'a vu le vent d'ouest ; 8/ La Fille aux cheveux de lin ; 9/ La Sérénade interrompue ; 10/ La Cathédrale engloutie ; 11/ La danse de Puck ; 12/ Minstrels |
| L 126                      | L 119                             | Trois ballades de François Villon           | mai 1910                                            | pour voix et piano - 1/ Ballade de Villon à s'amye ; 2/ Ballade que Villon fait à la requeste de sa mère pour prier Nostre-Dame ; 3/ Ballade des femmes de Paris |
| L 127                      | L 120                             | Petite Pièce                                | juillet 1910                                        | pour clarinette et piano |
| L 128a                     | L 121                             | La Plus que lente                           | 1910                                                | valse pour piano |
| L 128b                     | L 121                             | La Plus que lente                           | 1912                                                | valse pour orchestre (orch. Debussy) |
| L 129                      | L 118                             | Le Promenoir des deux amants                | 1904-1910                                           | poèmes de Tristan L'Hermite - 1/ Auprès de cette grotte sombre (1904) ; 2/ Crois mon conseil, chère Climène (1910) ; 3/ Je tremble en voyant ton visage (1910) |
| L 130                      | L 124                             | Le Martyre de saint Sébastien               | février/mai 1911                                    | ballet, chorégraphie de Fokine, texte de D'Annunzio - 1/ La Cour des lys ; 2/ La Chambre magique ; 3/ Le Concile des faux dieux ; 4/ Le Laurier blessé ; 5/ Le Paradis |
| L 131                      | L 123                             | Préludes, 2e livre                          | 1911-1912                                           | pour piano - 1/ Brouillards ; 2/ Feuilles mortes ; 3/ La Puerta del Vino ; 4/ Les Fées sont d'exquises danseuses ; 5/ Bruyères ; 6/ Général Lavine eccentric ; 7/ La Terrasse des audiences du clair de lune ; 8/ Ondine ; 9/ Hommage à S. Pickwick Esqu. P.P.M.P.C. ; 10/ Canope ; 11/ Les Tierces alternées ; 12/ Feux d'artifice                           |
| L 132                      | L 125                             | Khamma                                      | 1911-1912                                           | légende dansée de William Leonard Courtney et Maud Allan |
| L 133                      | L 126                             | Jeux                                        | août 1912 - fin avril 1913                          | poème dansé par Vaslav Nijinsky |
| L 134                      | L 104                             | Fêtes galantes                              | 1912-1915                                           | ballade en trois tableaux d'après Paul Verlaine Non achevé, peut-être même non commencé. Perdu. |
| L 135                      | L 127                             | Trois poèmes de Stéphane Mallarmé           | été 1913                                            | pour vois et piano 1/ Soupir ; 2/ Placet futile ; 3/ Éventail |
| L 136a                     | L 128                             | La Boîte à joujoux                          | juillet - octobre 1913                              | ballet pour enfants d'André Hellé 1/ Prélude ; 2/ Le Magasin de jouets ; 3/ Le Champ de bataille ; 4/ La Bergerie à vendre ; 5/ Après fortune faite ; 6/ Epilogue |
| L 136b                     | L 128                             | La Boîte à joujoux                          | printemps 1914/1919                                 | ballet pour enfants d'André Hellé (orch. Debussy/Caplet) |
| L 137                      | L 129                             | Syrinx                                      | 1913                                                | pour flûte |
| L 138                      | L 130                             | Le Palais du Silence / No-ja-li             | 1914                                                | ballet en un acte de Georges de Feure |
| L 139a                     | L 131                             | Six épigraphes antiques                     | juillet 1914-1915                                   | pour piano à 4 mains 1/ Pour invoquer Pan, dieu du vent d'été ; 2/ Pour un tombeau sans nom ; 3/ Pour que la nuit soit propice ; 4/ Pour la danseuse aux crotales ; 5/ Pour l'Égyptienne ; 6/ Pour remercier la pluie au matin |
| L 139b                     | L 131                             | Six épigraphes antiques                     | juillet 1914-1915                                   | pour orchestre (orch. Ernest Ansermet) |
| L 140a                     | L 132                             | Berceuse héroïque                           | novembre 1914                                       | pour piano |
| L 140b                     | L 132                             | Berceuse héroïque                           | décembre 1914 - 26 octobre 1915                     | pour orchestre |
| L 141                      | L 133                             | Page d'album                                | juin 1915                                           | pour piano. Aussi nommé Pièce pour les vêtements du blessé |
| L 142                      | L 134                             | En blanc et noir                            | Pourville, 4 juin - 20 juillet 1915                 | pour 2 pianos à 4 mains 1/ Avec emportement ; 2/ Lent - Sombre ; 3/ Scherzando |
| L 143                      | L 136                             | Douze études                                | 5 août - 29 septembre 1915                          | pour piano 1/ Pour les « cinq doigts » d'après M.Czerny ; 2/ Pour les tierces ; 3/ Pour les quartes ; 4/ Pour les sixtes ; 5/ Pour les octaves ; 6/ Pour les huit doigts ; 7/ Pour les degrés chromatiques ; 8/ Pour les agréments ; 9/ Pour les notes répétées ; 10/ Pour les sonorités opposées ; 11/ Pour les arpèges composés ; 12/ Pour les accords      |
| L 144                      | L 135                             | Sonate n°1 en ré mineur                     | juillet /août 1915                                  | pour violoncelle et piano 1/ Prologue ; 2/ Sérénade ; 3/ Finale |
| L 145                      | L 137                             | Sonate n°2                                  | fin septembre - octobre 1915                        | pour flûte, alto et harpe 1/ Pastorale ; 2/ Interlude ; 3/ Finale |
| L 146                      | L 138                             | Élégie                                      | décembre 1915                                       | pour piano |
| L 147                      | L 139                             | Noël des enfants qui n'ont plus de maison   | décembre 1915                                       | pour voix et piano |
| L 148                      | L 140                             | Sonate n°3                                  | octobre 1916 - avril 1917                           | pour violon et piano 1/ Allegro vivo ; 2/ Intermède : fantasque et léger ; 3/ Finale : très animé |
| L 149                      | L 141                             | Ode à la France                             | 1916-1917                                           | pour soliste, chœur et orchestre, poème de Louis Laloy |
| L 150                      | —                                 | Les Soirs illuminés par l'ardeur du charbon | février - mars 1917                                 | pour piano |